# David Aebischer

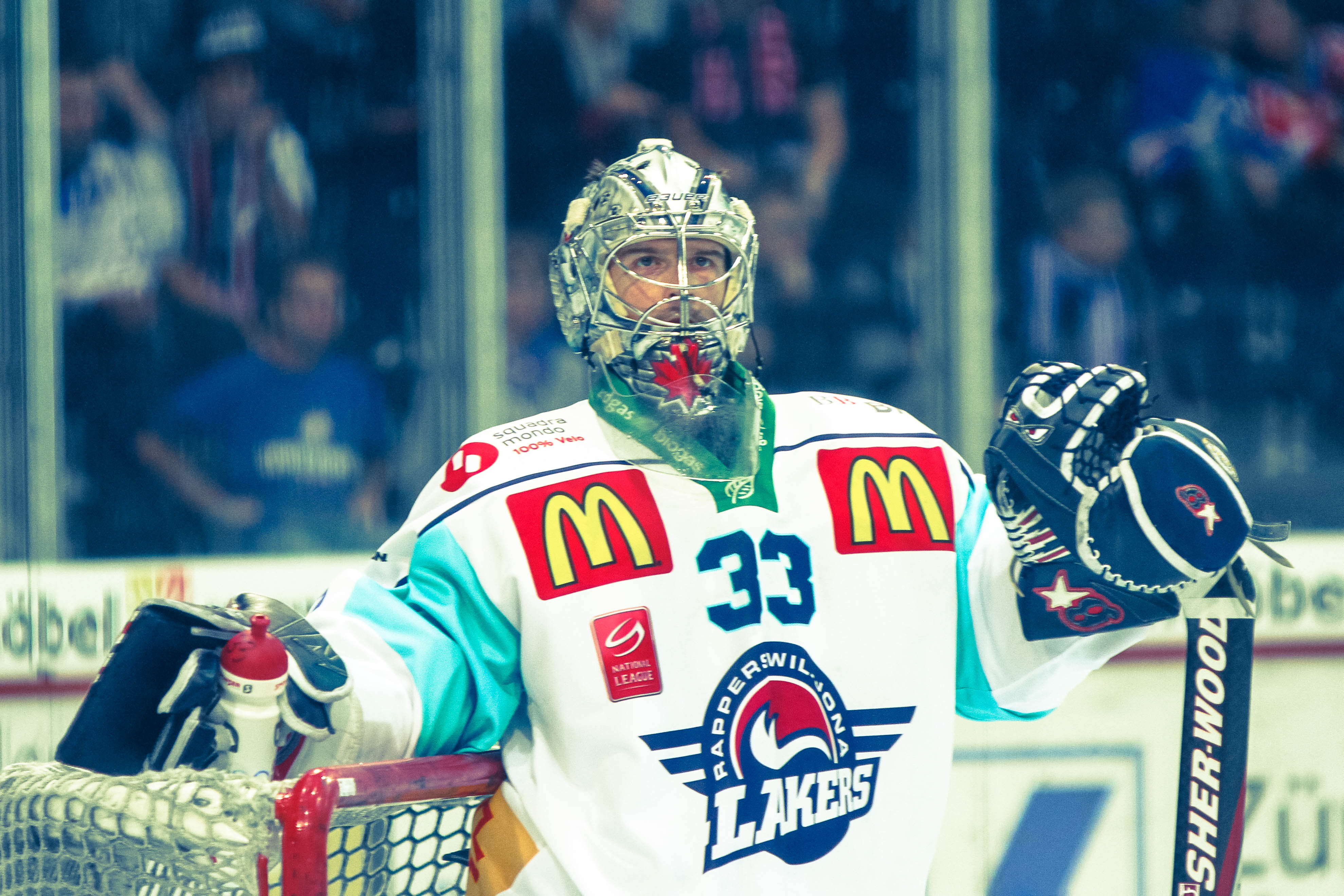
David Aebischer, 2012.

David Aebischer, född 7 februari 1978 i Genève, är en schweizisk före detta professionell ishockeymålvakt.
I landslaget utgjorde han tillsammans med Martin Gerber (från Toronto Maple Leafs, tidigare bland annat Färjestads BK) ett mycket gångbart målvaktspar som utgjorde stommen i Schweiz starka försvarsspel. Han har tidigare spelat för Colorado Avalanche och Montreal Canadiens.